# Бобикевич Олекса Христофорович
Оле́кса Христофо́рович Бобике́вич (20 лютого 1865, Малі Дідушичі — 8 грудня 1902, Стрий) — український політик, письменник, гімназійний педагог, видавець, організатор кооперативного руху, релігійний діяч. Священник УГКЦ. Активіст партії народовців. Голова товариства «Просвіта» у місті Стрий та один із визнаних лідерів стрийської громади на межі XIX—XX століть. Друкувався у виданнях «Діло», «Свобода», «Батьківщина», «Рускій амвон», «Душпастир», «Червоная Русь», «Страхопуд», «Посланник», «Зеркало», «Зоря», «Нове Зеркало».
Батько композитора Остапа Бобикевича; громадської діячки, організаторки Пласту в Радехові Неоніли Селезінки; чоловік першої голови Товариства руських (українських) жінок Осипи Бобикевич-Нижанківської; тесть Міністра ЗУНР, в'язня ГУЛАГу Ярослава Селезінки; прадід відомого українського хірурга Миколи Селезінки.

## Біографія
Народився 20 лютого 1865 року в Малих Дідушичах на Стрийщині у родині греко-католицького священника-москвофіла Христофора Бобикевича (1828—1916).
Закінчив Львівську духовну семінарію (1888), був священиком та рівночасно викладачем української та німецької мови у Стрийській гімназії. Одружився зі стрийською дівчиною Осипою — з відомої родини Нижанківських. Мав троє дітей; друга дитина померла у ранньому віці. Дружина згадувала:

| У Стрию люди скоро повірили, що, хоч Олекса і молодий, та розмах до праці в нього непересічний. І дійсно, привертала увагу сама його постава, голос, лагідність. Ніхто й ніколи не бачив його знеохоченим, згірклим, нарікаючим на людей… |

### Громадська діяльність
Разом із адвокатом і колишнім послом до Австро-угорського парламенту Євгеном Олесницьким проводив проукраїнську громадську роботу в місті Стрий, де були сильні позиції москвофілів. Був співзасновником товариства «Міщанська бесіда» (1894) і хорового товариства «Стрийський Боян», при чому активну допомогу в цьому йому надавала дружина Осипа.
Також співорганізатор будівництва Народного дому в Стрию — імпозантної будівлі, яка збереглася понині.
Засновник численних філій «Просвіти» по селах Стрийщини, пропагував творчість Тараса Шевченка. Організував видавництво «Бібліотеки музикальної», яка друкувала ноти українських композиторів, у тому числі творів Миколи Лисенка.

### Політична діяльність
Був членом галицької партії народовців. На парламентських виборах 1897 року долучився до протесту проти польських фальсифікацій та дискримінації українських виборчих прав.

### Літературна творчість
Бобикевич — автор переважно релігійно-ліричних віршів, які написані бойківським діалектом, окремі з них покладені на музику Остапом Нижанківським. Більшість не збереглася, бо сам автор не вважав себе добрим поетом. Писав оповідання. Автор низки публіцистичних статей, що друкувалися в газеті «Діло», «Батьківщина», журналі «Зоря». Також дописував до журналу «Зеркало» (1884–85 — «Нове Зеркало»), газет «Діло» і «Батьківщина» та багатьох інших видань (зокрема, конфесійних).
Найвідоміший твір — комедія «Настоящі», де талановито висміяно зусилля галицьких москвофілів запровадити на Галичині московську літературну мову, а самим галичанам прищепити московську самосвідомість. Щоправда, автор опонував тут і власному батьку — отцю Христофору Бобикевичу, який ніколи не відступив від москвофільства, практикуючи, зокрема церковні проповіді московською мовою.

### Твори
- Оповідання: «На село!»; «По матурі»; «Іван Туз».
- Драматургія: «Настоящі» (комедія на одну дію).
- Переклади: «Лукерія» (Із «Записок охотника» Івана Тургенєва) — з російської мови.
- Поезія: «У гаю», «Було а нині», «Верніться, сни мої прекрасні…», «Єдність», «І знов могила! знову землю копають!…», «Многонадійному…!», «Корабель», «Витайте нам, гості!», політична поема на честь жертви поліційного терору Петра Стасюка «В небі».
- Публіцистика: «Народовець о новій ері», «Голоси преси о руській справі», «Власть тьми. Драма Льва Толстого», «Письма з краю. Зі Стрия», тощо.
- Проповіді: «Проповідь, виголошена в день поминального Богослуження за упокій душі бл. п. Маркіяна Шашкевича»; «Промова в день торжественного 50-літнього ювілею священства Папи Льва ХІІІ».

## Посмертна доля
1900 отець Олекса захворів, скаржився на сильні болі голови. 1901 року повністю осліп, а 1902 помер у місті Стрию від раку головного мозку. Коштом батька — Христофора Бобикевича — на могилі встановлено кам'яний пам'ятник.
На його смерть відгукнувся некрологом Іван Франко, в якому зазначив:

| …вмер у Стрию молодий іще священик Олекса Бобикевич, звісний у цілім повіті невтомний робітник на полі освіти та організації, особливо серед стрийського міщанства, при тім талановитий письменник та поет, якого вірші й повістки містила давніше «Зоря». …Було б дуже пожадано, якби сім'я покійника оголосила друком бодай вибір найліпшого з тих його писань |.
Справді, невдовзі вийшла друком його п'єса «Настоящі» за допомогою відомих галицьких діячів Івана Вахнянина та Івана Левицького, окремою брошурою його доповідь про Маркіяна Шашкевича, тощо.
У рідному селі О. Бобикевичу встановлено пам'ятник (скульптор Микола Посікіра), а в Стрию — меморіальну таблицю (скульптор Василь Одрехівський).

## Родина
Старший син Остап Бобикевич став композитором, ним після смерті батька опікувався Євген Олесницький, який втратив перед тим свою єдину 14-річну доньку. Під час Другої світової війни Остап евакуювався до Німеччини, де помер 1970. Родину дочки переслідувала поперемінно польська та радянська окупаційні влади. Дружина покійного Олекси Бобикевича — Осипа — після Другої світової залишилася під радянською окупацією і померла 1953 року, залишивши цінні спогади.